# Волосковые клетки
Волосковые клетки — рецепторы слуховой системы и вестибулярного аппарата у всех позвоночных. У млекопитающих слуховые волосковые клетки расположены в кортиевом органе на тонкой базилярной мембране в улитке, которая находится во внутреннем ухе. Они получили своё название из-за нитей стереоцилий, которые высовываются из волоскового пучка на верхней поверхности клетки, в канале улитки (трубе, заполненной жидкостью). Улиточные волосковые клетки у млекопитающих делятся на два типа, которые имеют разное строение и функции: внутренние и наружные. Если волосковые клетки повредились, то возникает нейросенсорная тугоухость.

## Волосковые пучки как приёмники звука и усилители
Согласно исследованиям в прошлом, наружные волосковые клетки не посылают нервные импульсы в мозг, а механически усиливают слабый звук, который поступает в улитку. Усиление возникает из-за движений волосковых пучков или подвижности клеточных тел. Внутренние волосковые клетки преобразуют звуковые колебания в жидкости внутри улитки в электрические сигналы, которые затем передаются слуховым нервом в мозговой ствол и далее в слуховую зону коры больших полушарий.

## Внутренние волосковые клетки — от звука к нервному импульсу
Отклонения стереоцилий открывают механочувствительные ионные каналы, которые позволяют любым катионам (в основном ионы калия и кальция) поступать в клетку. В отличие от других электрически активных клеток, волосковые клетки не могут сами вызывать потенциал действия. Вместо этого, приток катионов от эндолимфы в средней лестнице (scala media) деполяризует клетку и возникает рецепторный потенциал. Он открывает потенциал-управляемые ионные каналы; затем ионы кальция входят в клетку и вызывают высвобождение нейромедиаторов базальным концом клетки. Нейромедиаторы распространяются по узкому участку между волосковой клеткой и нервным окончанием, где они затем связываются с рецепторами, и в нерве возникают потенциалы. Таким образом, звуковой сигнал превращается в нервный импульс. Реполяризация в волосковой клетке происходит особым способом. Перилимфа в барабанной лестнице (scala tympani) имеет очень малую концентрацию катионов, и электрохимический градиент заставляет катионы течь по каналам в перилимфу.
Из волосковых клеток постоянно выходят ионы кальция (Ca2+), поэтому происходит тонизирующее высвобождение нейромедиаторов к синапсам. Считается, что тонизирующее высвобождение позволяет волосковым клеткам быстро реагировать на механическое воздействие. Быстрота реакции волосковой клетки может также объясняться тем, что она может увеличить количество высвобождаемого нейромедиатора в ответ на изменение потенциала мембраны на 100 мкВ.

## Наружные волосковые клетки — предварительные усилители
У млекопитающих наружные волосковые клетки запускают рецепторный потенциал активными колебаниями клеточного тела. Этот механический ответ на электрические сигналы называется соматической электрической подвижностью и появляются колебания в клетке, которые происходят с частотой входящего звукового сигнала и обеспечивают усиление. Наружные волосковые клетки есть только у млекопитающих. В то время как слуховая чувствительность млекопитающих сходна с другими позвоночными, без наружных волосковых клеток слуховая чувствительность уменьшается на 50 дБ. Наружные волосковые клетки расширяют диапазон слышимости до 200 кГц у некоторых морских млекопитающих.
Молекулярная биология волосковых клеток в последние годы достигла значительных успехов, был открыт белок престин, который лежит в основе соматической электрической подвижности в наружных волосковых клетках. Джозеф Сантос-Сакки и другие учёные указывали, что действие престина зависит от передачи сигнала по хлоридному каналу, и этот процесс нарушается из-за пестицида трибутилолова. Это вещество, попав в окружающую среду, накапливается в организмах животных во всё больших концентрациях на более высоких трофических уровнях, оно наносит существенный вред крупным морским хищникам, таким как зубатые киты.

## Иннервация
Нейроны улиткового или преддверно-улиткового нерва (VIII пара черепных нервов) иннервируют улиточные и вестибулярные волосковые клетки. Нейромедиатор высвобождается волосковыми клетками, чтобы стимулировать дендриты рецепторных нейронов (предполагается, что это глутамат). В пресинаптическом соединении имеется ленточный синапс. Он окружён синаптическими пузырьками и помогает высвобождению нейромедиатора.
Одна внутренняя волосковая клетка иннервируется многочисленными нервными волокнами, при этом множество наружных волосковых клеток иннервируется одним нервным волокном. Нервные волокна внутренней волосковой клетки сильно миелинизированы, а нервные волокна наружных — нет.

## Возобновление
Исследования возобновления улиточных волосковых клеток могут помочь в восстановлении слуха. В отличие от птиц и рептилий, у людей и млекопитающих клетки внутреннего уха, которые превращают звук в нервный импульс, обычно не могут восстанавливаться при повреждениях. Исследователи делают прогресс в генотерапии и лечении стволовыми клетками, которые могут восстанавливать повреждённые клетки.
Исследователи открыли ген млекопитающих, представляющий обычно молекулярный переключатель, который блокирует возобновление волосковых клеток улитки у взрослых. Ген Rb1 кодирует белок ретинобастому, который выполняет несколько физиологический функций. Волосковые клетки регенерировали не только в чашке для культивирования, когда ген Rb1 удалён, но мыши без гена имели больше волосковых клеток, чем мыши, у которых он был. Разрушение ингибитора клеточного цикла p27kip1 или его подавление позволяет волосковым клеткам улитки у мышей возобновляться.

## Изображения

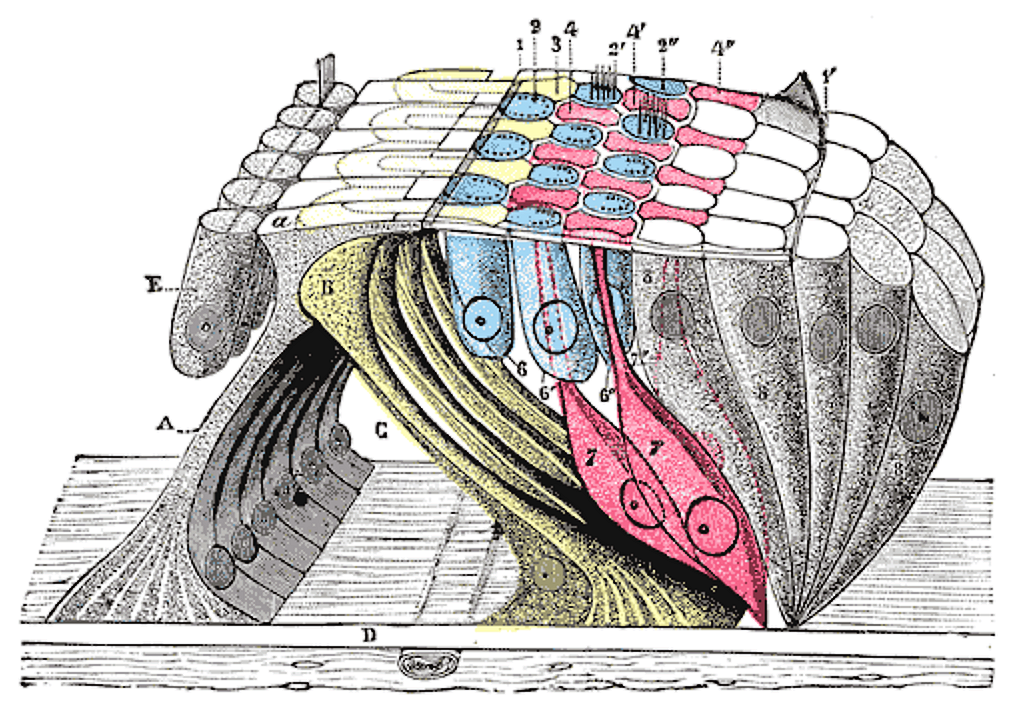
Кортиев орган
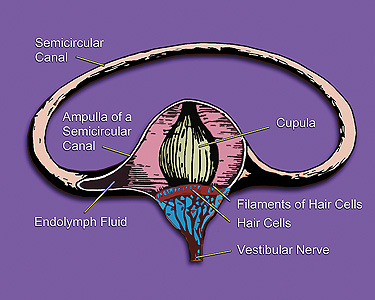
Полукружное кольцо
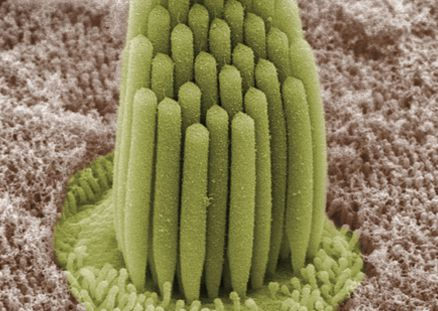
Стереоцилия внутреннего уха лягушки